# Тутолмин, Иван Васильевич
Иван Васильевич Тутолмин (1760—1839) — действительный тайный советник, камергер, член Государственного совета, сенатор, почётный опекун.
Из дворянского рода Тутолминых. Брат полтавского губернатора П. В. Тутолмина.

## Биография
Родился 9 (20) ноября 1760 года. Происходил из старинного дворянского рода, сын статского советника Василия Ивановича Тутолмина (1710—1794); Анна Ивановна (1743—1821). Служил при дворе, сначала в числе кавалеров при великом князе Александре Павловиче, затем пожалован в камер-юнкеры, а 10 мая 1793 года — в камергеры ко двору великой княгини Елизаветы Алексеевны. 26 февраля 1798 года назначен шталмейстером великого князя Константина Павловича.
Состоя почётным опекуном Петербургского Опекунского совета, пользовался особым доверием вдовствующей императрицы Марии Фёдоровны и в 1806 году был назначен управляющим Мариинской больницей (после А. А. Саблукова). В этой должности оставался в течение 26 лет (до 1832 года).
Одновременно был сенатором, а с 1810 по 1834 год — членом Государственного совета по департаменту Государственной экономии; в 1818 году пожалован в действительные тайные советники, а в 1831 году временно назначен председателем Комиссии прошений.
В связи с преклонным возрастом просил увольнения от службы, но на Пасху 9 апреля 1832 года получил орден Андрея Первозванного при рескрипте, в котором было сказано, что, «ценя в полной мере заслуги» Тутолмина, Государь просит его «не оставлять полезной Отечеству службы». С 1834 года и до конца жизни Тутолмин являлся членом Государственного совета «в департаментах не присутствующим».
Умер в Москве «от нервической горячки» 7 (19) апреля 1839 года, похоронен в Московском Донском монастыре. Барон М. Корф писал: «Умер еще один наш член, бывший андреевским кавалером, Тутолмин, человек добрый и почтенный. Он уже лет шесть или семь удалился совсем от дел и хотя числился еще в наших списках, но постоянно жил в Москве».

## Семья
Жена (1794) — графиня Софья Петровна Панина (1772—1833), единственная дочь графа П. И. Панина. За заслуги мужа 18 апреля 1816 года была пожалована в  кавалерственные дамы ордена Св. Екатерины (меньшого креста). В браке детей не имела, но усыновила подкидыша Алексея Андреевича Пасхина (1831—1863) и завещала ему весьма хорошее состояние.